# Семь мумий
«Семь мумий» (англ. Seven Mummies) — американский фильм ужасов 2005 года режиссёра Ника Квестеда. Премьера фильма состоялась 12 мая 2005 года.

## Сюжет
Автобус, вёзший заключённых к месту отбывания наказания, потерпел крушение недалеко от мексиканской границы. Вокруг ни людей, ни жилых домов. Заключённые убивают одного из конвоиров, а второго (женщину) берут в заложники. Заключённые решают дойти до мексиканской границы, где их ждёт свобода. По мере движения к границе один из заключённых, желая найти воду, раскапывает песок и находит золотой медальон. Вскоре компания наталкивается на жилище старого индейца, который рассказывает им о загадочном городе, где, якобы, находятся несметные золотые запасы. Тогда герои решают отправляться по указанному индейцем направлении и уже к вечеру приходят в этот город. А город представляет собой образец городков Дикого Запада, с соответствующей архитектурой и одеждой жителей. По приглашению одного из местных жителей компания заходит в салун, где предаётся распитию горячительных напитков и любви с местными девушками. К вечеру в салуне начинается побоище, в результате которого героям приходится обороняться от нападок существ, в которых превратились местные жители. Однако герои не сдаются и всё равно продолжают поиски злополучного золота, вламываясь то в один, то в другой дом и теряя своих компаньонов. В итоге оставшиеся в живых находят тайник, который охраняют семь мумий монахов-иезуитов. При попытке вынести золото мумии оживают и начинают уничтожать незваных гостей.

## В ролях
| Актёр           | Роль      |
| --------------- | --------- |
| Мэтт Шульц      | Рок       |
| Серина Винсент  | заложница |
| Билли Уирт      | Тревис    |
| Билли Драго     | Дрейк     |
| Эндрю Брынярски | Блейд     |
| Дэнни Трехо     | Апачи     |
| Мартин Коув     | Кайл      |
| Ноэль Гульеми   | Сантос    |
| Макс Перлич     | Зевс      |

## Восприятие
Немецкий киножурнал Cinema негативно оценил фильм, назвав его отвратительной и паршивой плохой пародией на «Мумию» и «От заката до рассвета». Критик DVD Talk Скотт Вейнберг отметил, что у фильма имелся потенциал к лучшему, но в итоге получилась «глупая история, населённая неприятными персонажами, которые совершают идиотские поступки. Часто».